# 天津大学附属小学
天津大学附属小学，简称天大附小，位于天津市南开区卫津路92号内天津大学六村，建立于1985年，是隶属于天津大学的一所公立小学:403-404。天津市南开区教育局负责指导天津大学附属小学的教学工作。

## 历史

### 独立建校前
天津大学附属小学的历史可以追溯至1946年国立北洋大学在西沽校区成立北洋大学员工子弟小学。后来，改称因给蒋介石祝寿而更名为祝寿小学。
1951年，北洋大学和河北工学院合并，更名为“天津大学”，陆续由桃花堤迁往南开大学以北的六里台新校址，祝寿小学一并迁往。
1952年，祝寿小学与南开大学员工子弟小学与合并组建为天津大学南开大学联合员工子弟小学。1960年，学校成为天津大学南开大学附属中学小学部，1972年，小学部与中学部分立。
1978年6月，天津大学南开大学附属中学和天津大学南开大学附属小学宣告解散，9月开学时，分立为天津大学附属中学（附设小学部）和南开大学附属中学（附设小学部）。

### 独立建校后
1985年，天津大学附属中学小学部析出，独立为天津大学附属小学。